# Cloruro di piombo
Il cloruro di piombo è il sale di piombo(II) dell'acido cloridrico, di formula PbCl2. È un composto tossico per la riproduzione, nocivo, pericoloso per l'ambiente.
In natura è presente come minerale nella cotunnite.

## Sintesi
Si prepara per precipitazione con cloruri da soluzioni concentrate di sali di piombo, oppure per attacco con acido cloridrico dell'ossido o del carbonato.
{\displaystyle {\ce {Pb(CH3COO)2 + 2 NaCl -> PbCl2 v + 2 CH3COONa}}}
{\displaystyle {\ce {PbO + 2 HCl -> PbCl2 v + H2O}}}
{\displaystyle {\ce {PbCO3 + 2 HCl -> PbCl2 v + H2O + CO2}}}

## Utilizzo
Si utilizza nella preparazione del cromato di piombo, un pigmento conosciuto come giallo cromo e come additivo per la produzione della pietra infernale dura.